# Кралі
Кралі (словен. Kralji) — поселення в общині Кочев'є, регіон Південно-Східна Словенія, Словенія. Висота над рівнем моря: 492,4 м.